# Greene Township (comté de Woodford, Illinois)
Greene Township est un township du comté de Woodford dans l'Illinois, aux États-Unis,. En 2010, le township comptait une population de 483 habitants.

## Source de la traduction
- (en) Cet article est partiellement ou en totalité issu de l’article de Wikipédia en anglais intitulé « Greene Township, Woodford County, Illinois » (voir la liste des auteurs).